# Seconda Fitna
Seconda Fitna è un'espressione usata dagli storici del mondo islamico per indicare il vasto movimento di ribellione al Califfato omayyade che si sviluppò tra il 680-683 e il 692. Essa vide come protagonisti nella sua prima fase il nipote di Maometto, al-Ḥusayn b. ʿAlī e il Califfo omayyade Yazīd b. Muʿāwiya, mentre nella sua seconda fase i protagonisti furono innanzi tutti ʿAbd Allāh b. al-Zubayr - figlio di uno dei principali collaboratori di Maometto, appartenente agli al-ʿashara al-mubāshara, oltre che Compagno del Profeta, - e i due Califfi Marwan ibn al-Hakam e suo figlio e successore ʿAbd al-Malik b. Marwān.
Se la Prima Fitna si era risolta in un nulla di fatto, ma con una vittoria strategica del governatore ribelle di Siria, Muʿāwiya b. Abī Sufyān, e se Yazīd aveva provveduto, grazie al suo Wali di Kufa, il cugino ʿUbayd Allāh b. Ziyād, a eliminare fisicamente il potenziale problema costituito dal nipote del Profeta, la Seconda Fitna terminò invece con la decisiva vittoria degli Omayyadi, grazie alla eliminazione di un diretto nemico degli Omayyadi, al-Mukhtār b. Abī ʿUbayd, da parte di un altro nemico di Damasco, Muṣʿab b. al-Zubayr, fratello e collaboratore di ʿAbd Allāh ibn al-Zubayr, che finirà con l'essere eliminato grazie al generale di ʿAbd al-Malik b. Marwān, al-Ḥajjāj b. Yūsuf che sconfisse e uccise in battaglia lo stesso  "anticaliffo" di Mecca.

## Inizio della ribellione zubayride
Questi aveva obtorto collo nel 661 giurato fedeltà a Muʿāwiya quando costui aveva conteso il califfato ad ʿAlī, anche perché ʿAbd Allāh non nutriva alcuna simpatia per chi aveva combattuto in armi il padre al-Zubayr. Quando però Muʿāwiya aveva designato a succedergli suo figlio Yazīd, con una procedura senza alcun precedente e caratterizzata da quel nepotismo che era stato sempre condannato dai Compagni (con l'eccezione, sia pur non esplicita, del terzo Califfo 'Uthman ibn 'Affan) e quando Muʿāwiya aveva chiesto che suo figlio fosse riconosciuto tale, ʿAbd Allāh b. al-Zubayr si rifiutò di dare il proprio consenso.
Muʿāwiya, sospettando con ragione che egli nutrisse ambizioni califfali e che rappresentasse una minaccia per la sua progenie, lo iscrisse in un sostanziale elenco di potenziali sobillatori.

## La guerra civile
Dopo essere subentrato al padre, Yazīd non perse tempo a spedire un suo inviato a Medina per assicurarsi che Ibn al-Zubayr prestasse il giuramento di fedeltà ( bayʿa ), ma questo prese tempo e fuggì alla Mecca senza riconoscere il nuovo Califfo.
Dopo la morte di al-Husayn ibn Ali nella Battaglia di Kerbela il 10 Muharram 61E. (10 ottobre 680), Ibn al-Zubayr sostenne la necessità che all'elezione di un nuovo Califfo si dovesse provvedere con una nuova Shūrā (consultazione), così come accaduto in occasione della scelta fatta per il terzo Califfo ʿUthmān b. ʿAffān.
Ibn al-Zubayr riesce a stabilire e a consolidare il suo potere in Iraq, Arabia meridionale, Siria e in alcune parti dell'Egitto, traendo profitto dall'insoddisfazione provata dalla sua popolazione nei confronti degli Omayyadi, che venivano considerati usurpatori e che aveva sempre sfavorito gli Iracheni per le loro simpatie alidi.
Yazīd spedì contro Ibn al-Zubayr alla Mecca lo stesso suo fratello (a lui fortemente ostile), ma il suo tentativo fallì. Catturato, fu frustato e imprigionato, morendo a causa delle ferite riportate. Parlando dal minbar, ʿAbd Allāh b. al-Zubayr lodò Husayn e denunciò Yazīd, il quale, tentò di porre fine alla sua ribellione invadendo l'Hijaz nel 683. La sua morte improvvisa comportò però la fine della campagna e provocò grande confusione all'interno della famiglia omayyade e tra i loro sostenitori.
ʿAbd Allāh trovò un considerevole sostegno persino, almeno inizialmente, tra i Kharigiti ma sarà solo dopo la morte di Yazid che ʿAbd Allāh si attribuì formalmente la dignità califfale, promettendo di governare secondo il Corano, la sunna del Profeta e l'esempio dei primi quattro califfi.
Furono coniate monete con la sua effigie ed egli si guadagnò il riconoscimento e il giuramento di fedeltà di alcune importanti città in Egitto, Palestina e Siria, tra cui Damasco.

Questo essenzialmente divise l'impero islamico in due parti, con due califfi diversi.
Prima della sua sconfitta definitiva, Ibn al-Zubayr perse l'Egitto e la Siria, il che - insieme alle insurrezioni in Iraq da parte dei Kharigiti, che avevano abbandonato la sua causa, e di al-Mukhtār - ridusse il suo potere praticamente alla sola Mecca e alla zona meridionale del Hijaz.
A Medina, infatti, gli Ansar avevano dichiarato la loro indipendenza da Damasco e scelsero un loro proprio leader.
A spianare la strada alla vittoria omayyade fu l'abilità politica di ʿAbd al-Malik b. Marwān, che riuscì a portare dalla sua parte il capace generale zubayride al-Muhallab b. Abī Ṣufra (che già aveva inflitto pesanti disfatte ai kharigiti) e a mettere l'uno contro l'altro, al-Mukhtār e Muṣʿab b. al-Zubayr, fratello di ʿAbd Allāh, non dimenticando il fondamentale contributo dovuto infine alle grandi capacità politiche e militari del giovane thaqafita al-Ḥajjāj b. Yūsuf.